# 第36回トロント国際映画祭
第36回トロント国際映画祭（だい36かいトロントこくさいえいがさい）は、2011年9月8日から9月18日までにカナダオンタリオ州トロントで開催されたカナダの映画祭。シティ・トゥ・シティ・プログラムにはアルゼンチンブエノスアイレスが選ばれた。オープニング作品はデイビス・グッゲンハイム監督によるU2のドキュメンタリー『From the Sky Down 』である。

## 受賞
| 賞                                     | 作品                               | 監督                     |
| -------------------------------------- | ---------------------------------- | ------------------------ |
| 観客賞（劇作品）                       | 私たちはどこに行くの?              | ナディーン・ラバキー     |
| 観客賞（ドキュメンタリー作品）         | 南の島の大統領-沈みゆくモルディブ- | ジョン・シェンク         |
| 観客賞（ミッドナイト・マッドネス）     | ザ・レイド                         | ギャレス・エヴァンス     |
| カナディアン作品賞                     | ぼくたちのムッシュ・ラザール       | フィリップ・ファラルドー |
| カナディアン第1回作品賞                | Edwin Boyd                         | Nathan Morlando          |
| カナディアン短編作品賞                 | Doubles with Slight Pepper         | Ian Harnarine            |
| FIPRESCIスペシャル・プレゼンテーション | 最初の人間                         | ジャンニ・アメリオ       |
| FIPRESCIディスカヴァリー               | アヴァロン                         | Axel Petersen            |

## 上映作品
作品名 - 監督名

### ガラ・プレゼンテーション
- アルバート氏の人生 - ロドリゴ・ガルシア
- アウェイクニング - ニック・マーフィー
- 愛のあしあと - クリストフ・オノレ
- カワイイ私の作り方 全米バター細工選手権! - ジム・フィールド・スミス
- 危険なメソッド - デヴィッド・クローネンバーグ
- From the Sky Down - デイビス・グッゲンハイム
- 理想の出産 - レミ・ブザンソン
- ヒステリア - ターニャ・ウェクスラー
- スーパー・チューズデー 〜正義を売った日〜 - ジョージ・クルーニー
- キラー・エリート - ゲーリー・マッケンドリー
- The Lady アウンサンスーチー ひき裂かれた愛 - リュック・ベッソン
- マシンガン・プリーチャー - マーク・フォースター
- マネーボール - ベネット・ミラー
- MI5: 消された機密ファイル - デヴィッド・ヘアー
- Peace, Love and Misunderstanding - ブルース・ベレスフォード
- 人生、ブラボー! - ケン・スコット
- テイク・ディス・ワルツ - サラ・ポーリー
- ブレイクアウト - ジョエル・シュマッカー
- ウォリスとエドワード 英国王冠をかけた恋 - マドンナ
- Winnie - ダレル・J・ルート

### マスターズ
- Almayer's Folly - シャンタル・アケルマン
- ファウスト - アレクサンドル・ソクーロフ
- Hard Core Logo II - ブルース・マクドナルド
- ル・アーヴルの靴みがき - アキ・カウリスマキ
- 奇跡 - 是枝裕和
- 少年と自転車 - ジャン＝ピエール&リュック・ダルデンヌ
- 昔々、アナトリアで - ヌリ・ビルゲ・ジェイラン
- アウトサイド・サタン（英語版） - ブリュノ・デュモン
- Pina/ピナ・バウシュ 踊り続けるいのち - ヴィム・ヴェンダース
- 永遠の僕たち - ガス・ヴァン・サント
- キリマンジャロの雪 - ロベール・ゲディギャン
- これは映画ではない - モジタバ・ ミルタマスブ & ジャファール・パナヒ
- ニーチェの馬 - タル・ベーラ

### スペシャル・プレゼンテーション
- 11 Flowers - ワン・シャオシュアイ
- 360 - フェルナンド・メイレレス
- 50/50 フィフティ・フィフティ - ジョナサン・レヴィン
- Afghan Luke - マイク・クラッテンバーグ
- シークレット・オブ・マイ・マザー - マチュー・ドゥミ
- もうひとりのシェイクスピア - ローランド・エメリッヒ
- アーティスト - ミシェル・アザナヴィシウス
- より良き人生 - セドリック・カーン
- Breakaway - ロバート・リーバーマン
- Burning Man - ジョナサン・テプリツキー（英語版）
- カフェ・ド・フロール - ジャン＝マルク・ヴァレ
- 楽園からの旅人（英語版） - エルマンノ・オルミ
- チキンとプラム 〜あるバイオリン弾き、最後の夢〜 - ヴァンサン・パロノー & マルジャン・サトラピ
- 英雄の証明 - レイフ・ファインズ
- カウントダウン（英語版） - ホ・ジョンホ
- ダムゼル・イン・ディストレス バイオレットの青春セラピー - ホイット・スティルマン
- ダークホース 〜リア獣エイブの恋〜 - トッド・ソロンズ
- Death of a Superhero - イアン・フィッツギボン
- 愛情は深い海の如く - テレンス・デイヴィス
- ファミリー・ツリー - アレクサンダー・ペイン
- ドライヴ - ニコラス・ウィンディング・レフン
- Edwin Boyd - ネイサン・モーランド
- ジュリエット・ビノシュ in ラヴァーズ・ダイアリー - マルゴスカ・シュモウスカ
- The Eye of the Storm - フレッド・スケピシ
- 最初の人間 - ジャンニ・アメリオ
- Friends with Kids - ジェニファー・ウェストフェルト
- 俺たち喧嘩スケーター - マイケル・ドース
- ローマ法王の休日 - ナンニ・モレッティ
- ヘッドハンター - モルテン・ティルドゥム
- HICK ルリ13歳の旅 - デリック・マティーニ
- ハンター - ダニエル・ネットハイム
- ソハの地下水道 - アニエスカ・ホランド
- イントルーダーズ - フアン・カルロス・フレスナディージョ
- ハッピーニート おちこぼれ兄弟の小さな奇跡 - ジェイ・デュプラス & マーク・デュプラス
- Keyhole - ガイ・マディン
- キラー・スナイパー - ウィリアム・フリードキン
- 奪命金 - ジョニー・トー
- 今日、キミに会えたら - ドレイク・ドレマス
- Low Life - Nicolas Klotz & Elisabeth Perceval
- マーサ、あるいはマーシー・メイ - ショーン・ダーキン
- Mausam - Pankaj Kapur
- メランコリア - ラース・フォン・トリアー
- ぼくたちのムッシュ・ラザール - フィリップ・ファラルドー
- モスダイアリー - メアリー・ハロン
- My Worst Nightmare - アンヌ・フォンテーヌ
- The Oranges - ジュリアン・ファリノ
- PJ20 パール・ジャム トゥウェンティ - キャメロン・クロウ
- ランパート 汚れた刑事 - オーレン・ムーヴァーマン
- 裏切りの戦場 葬られた誓い - マチュー・カソヴィッツ
- 砂漠でサーモン・フィッシング - ラッセ・ハルストレム
- SHAME -シェイム- - スティーヴ・マックィーン
- 桃さんのしあわせ - アン・ホイ
- 私が、生きる肌 - ペドロ・アルモドバル
- スリーピング ビューティー/禁断の悦び - ジュリア・リー
- テイク・シェルター - ジェフ・ニコルズ
- Ten Year - ジェイミー・リンデン
- 海と大陸 - エマニュエル・クリアレーズ
- 灼熱の肌 - フィリップ・ガレル
- トリシュナ - マイケル・ウィンターボトム
- Virginia/ヴァージニア - フランシス・フォード・コッポラ
- 思秋期 - パディ・コンシダイン
- 天使の処刑人 バイオレット&デイジー - ジェフリー・フレッチャー
- セデック・バレ - 魏徳聖
- 少年は残酷な弓を射る - リン・ラムジー
- 私たちはどこに行くの? - ナディーン・ラバキー
- イリュージョン - パヴェル・パヴリコフスキー
- Wuthering Heights - アンドレア・アーノルド

### ディスカバリー
- アカシアの通る道（英語版） - パブロ・ジョルジェッリ（英語版）
- Alois Nebel - トマス・ルナク（英語版）
- Among Us - en:Marco van Geffen
- アヴァロン - アクセル・ピーターセン（英語版）
- Back to Stay - Milagros Mumenthaler
- Behold the Lamb - John McIlduff
- Breathing - カール・マルコヴィックス
- The Brooklyn Brothers Beat the Best - ライアン・オナン（英語版）
- Bunohan - Dain Said
- Cuchera - Joseph Israel Laban
- The Good Son - Zaida Bergroth
- Habibi - Susan Youssef
- Hanaan - Ruslan Pak
- Historias Que So Existem Quando Lembradas - Julia Murat
- ザ・インベーダー（英語版） - ニコラス・プロヴォスト（英語版）
- J'aime regarder les filles - フレデリック・ルーフ（仏語版）
- Lost in Paradise - Ngoc Dang Vu
- en:The Other Side of Sleep - en:Rebecca Daly
- アリーケの詩（英語版） -ディー・リース（英語版）
- Roman's Circuit - Sebastián Brahm
- Summer Games - Rolando Colla
- The Sword Identity - 徐浩峰
- Twiggy - Emmanuelle Millet
- モスクワ、犯された人妻の告白（英語版） - アンジェリーナ・ニコノーワ（英語版）
- Volcano - ルナー・ルナーソン（英語版）

### リール・トゥ・リール
- アリラン - キム・ギドク
- The Boy Who Was King -アンドレイ・パウノフ（英語版）
- Comic-Con: Episode IV - A Fan's Hope - モーガン・スパーロック
- クレイジーホース・パリ 夜の宝石たち - フレデリック・ワイズマン
- Dark Girls - D. Channsin Berry & ビル・デューク
- Duch, Master of the Forges of Hell - リティー・パニュ
- The Education of Auma Obama - Branwen Okpako
- Gerhard Richter Painting - Corinna Belz
- Girl Model - David Redmon & Ashley Sabin
- I'm Carolyn Parker: The Good, the Mad, and the Beautiful - ジョナサン・デミ
- In My Mother's Arms -y Atia Al-Daradji & モハメド・アル＝ダラジー（英語版）
- Into the Abyss - ヴェルナー・ヘルツォーク
- Last Call at the Oasis - ジェシカ・ユー（英語版）
- The Last Dogs of Winter - コスタ・ボーテス（英語版）
- The Last Gladiators - アレックス・ギブニー
- Paradise Lost 3: Purgatory - ジョー・バーリンジャー（英語版）& ブルース・シノフスキー
- Paul Williams Still Alive - Stephen Kessler
- Pink Ribbons, Inc. - Léa Pool
- Samsara - ロン・フリック（英語版）
- Sarah Palin - You Betcha! - ニコラス・ブルームフィールド（英語版）& Joan Churchill
- The Story of Film: An Odyssey - Mark Cousins
- サバイビング・プログレス 進歩の罠（英語版） - マチュー・ロワ（英語版）&ハロルド・クルックス（英語版）
- The Tall Man - Tony Krawitz
- Undefeated - Dan Lindsay and TJ Martin
- Urbanized - Gary Hustwit
- en:Whores' Glory - ミハエル・グラウガー（英語版）

### ヴァンガード
- カレ・ブラン（仏語版） - ジャン＝バティスト・レオネッティ
- Doppelgänger Paul - Dylan Akio Smith & Kris Elgstrand
- Generation P - デニス・ゲイツゴリ
- ヘッドショット（英語版） - ペンエーグ・ラッタナルアーン
- Hidden Driveway - サラ・グッドマン（英語版）
- i am a good person/i am a bad person - イングリッド・ヴェニンガー（英語版）
- パリ、ただよう花（英語版） - ロウ・イエ
- オスロ、8月31日 - ヨアキム・トリアー
- スノータウン（英語版） - ジャスティン・カーゼル
- デストロイ8.8（英語版） - セバスティアン・レリオ（英語版）

### TIFFキッズ
- ファースト・ポジション 夢に向かって踊れ! - ベス・カーグマン（英語版）
- The Flying Machine - Martin Clapp, Geoff Lindsey & Dorota Kobiela
- ももへの手紙 - 沖浦啓之
- モンスター・イン・パリ 響け!僕らの歌声（英語版） - ビボ・バージェロン（英語版）

### マーベリックス
- Barrymore - エリック・カニュエル
- Midnight's Children - ディーパ・メータ（原作：サルマン・ラシュディ）
- In Conversation With...Francis Ford Coppola
- 南の島の大統領-沈みゆくモルディブ- - ジョン・シェンク
- ポール・マッカートニー/THE LOVE WE MAKE 9.11からコンサート・フォー・ニューヨーク・シティへの軌跡（英語版） - ブラッドリー・カプラン&アルバート・メイスルズ
- Neil Young Life - ジョナサン・デミ
- Sony Pictures Classics 20th Anniversary: Michael Barker and Tom Bernard
- Tahrir 2011: The Good, the Bad, and the Politician - Tamer Ezzat, Ayten Amin, en:Amr Salama
- Tilda Swinton

### シティ・トゥ・シティ：ブエノスアイレス
- Caprichosos de San Telmo - アリソン・マレー（英語版）
- The Cat Vanishes - カルロス・ソリン（英語版）
- City to City Panel: Buenos Aires
- Crane World - パブロ・トラペロ（英語版）
- Fatherland -ニコラス・プリビデラ（英語版）
- Invasion - ウーゴ・サンチャゴ（英語版）
- A Mysterious World - ロドリゴ・モレノ（英語版）
- Pompeya - Tamae Garateguy
- The Stones - fr:Román Cárdenas
- The Student - サンティアゴ・ミトレ（英語版）
- Vaquero - Juan Minujín

### コンテンポラリー・ワールド・シネマ
- 388 - ランドール・コール（英語版）
- Always Brando - Ridha Behi
- Azhagarsamy's Horse - Suseendran
- Beauty - オリバー・ヘルマヌス
- Billy Bishop Goes to War - バーバラ・ウィリス＝スウィート（英語版）
- Blood of My Blood - ジョアオ・カニージョ（英語版）
- Bonsái - クリスチャン・ヒメネス（英語版）
- Color of the Ocean - マギー・ペーレン（英語版）
- サバイビング・モロッコ - フォージ・ベンサイーディ（英語版）
- エレナの惑い - アンドレイ・ズビャギンツェフ
- エンド・オブ・ザ・ワールド　地球最後の日、恋に落ちる（英語版） - ナチョ・ビガロンド
- フットノート - ヨセフ・シダー
- The Forgiveness of Blood - ジョシュア・マーストン
- Free Men - イスマエル・フェルーキ（英語版）
- コクリコ坂から - 宮崎吾朗
- A Funny Man -マーティン・サントフリート（英語版）
- Future Lasts Forever - Özcan Alper
- グッドバイ（英語版） -モハマド・ラスロフ（英語版）
- グッバイ・ファーストラブ（英語版） - ミア・ハンセン＝ラヴ
- Guilty - ヴァンサン・ギャラン（英語版）
- Gypsy - マルティン・シュリーク（英語版）
- エレーノ（英語版） - ジョゼ・エンヒキ・フォンセカ（英語版）
- ヒミズ - 園子温
- Hotel Swooni - Kaat Beels
- I'm Yours - レナード・ファーリンジャー（英語版）
- Islands - Stefano Chiantini
- ゾンビ革命 -フアン・オブ・ザ・デッド-（英語版） - アレハンドロ・ブルゲス（英語版）
- ミハル・ボガニム - ミハル・ボガニム
- Last Days in Jerusalem - Tawfik Abu Wael
- Last Winter - John Shank
- Lena - Christophe Van Rompaey
- Lipstikka - ジョナサン・サガール
- Lucky - Avie Luthra
- Man on Ground - Akin Omotoso
- ミヒャエル - マルクス・シュラインツァー（英語版）
- Michael - Ribhu Dasgupta
- Miss Bala - ヘラルド・ナランホ
- Mr. Tree - Han Jie
- Omar Killed Me - ロシュディ・ゼム
- Restoration - Yossi Madmony
- Rose - Wojciech Smarzowski
- Rough Hands - Mohamed Asli
- 別離 - アスガル・ファルハーディー
- The Silver Cliff -カリム・アイノズ(英語版)
- Sisters & Brothers - カール・ベッサイ
- Sons of Norway - イエンス・リエン
- Superclásico - オーレ・クリスチャン・マセン
- Think of Me - Bryan Wizemann
- UFO in Her Eyes - 郭小櫓（英語版）
- Union Square - ナンシー・サヴォカ（英語版）
- ラブ・トライアングル - リン・シェルトン（英語版）

### ヴィジョンズ
- ALPS - ヨルゴス・ランティモス
- Century of Birthing - ラヴ・ディアス
- Cut - アミール・ナデリ
- Dreileben - Beats Being Dead - クリスティアン・ペツォールト
- Dreileben - Don't Follow Me Around - ドミニク・グラフ（英語版）
- Dreileben - One Minute of Darkness - クリストフ・ホーホホイスラー（英語版）
- Fable of the Fish - アドルフォ・アリックス・ジュニア（英語版）
- メゾン ある娼館の記憶 - ベルトラン・ボネロ
- KOTOKO - 塚本晋也
- The Last Christeros -  マティアス・マイヤー（英語版）
- ロンリエスト・プラネット 孤独な惑星 - ジュリア・ロクテフ（英語版）
- モンスターズクラブ - 豊田利晃
- The Mountain - Ghassan Salhab
- Mushrooms - ヴィムクティ・ジャヤスンダラ（英語版）
- プレイ - リューベン・オストルンド
- Porfirio - アレハンドロ・ランデス（英語版）
- Random - デビー・タッカー・グリーン（英語版）
- The River Used to Be a Man - Jan Zabeil
- Swirl - Helvecio Marins Jr. & Clarissa Campolina
- This Side of Resurrection - Joaquim Sapinho

### ミッドナイト・マッドネス
- THE DAY ザ・デイ - ダグラス・アーニオコスキ（英語版）
- ゴッド・ブレス・アメリカ - ボブキャット・ゴールドスウェイト
- ザ・インシデント - アレクサンドル・コーテス（英語版）
- キル・リスト - ベン・ウィートリー
- リヴィッド - ジュリアン・モーリー&アレクサンドル・バスティロ
- ラブリー・モリー - エドゥアルド・サンチェス（英語版）
- ザ・レイド - ギャレス・エヴァンス
- スリープレス・ナイト - フレデリック・ジャルダン（フランス語版）
- スマグラー - 石井克人
- サプライズ - アダム・ウィンガード